# Ederval Luís Lourenço da Conceição
Ederval Luís Lourenço da Conceição, mais conhecido como Tato (Santa Bárbara d'Oeste, 5 de outubro de 1964) é um ex-futebolista brasileiro que atuava como ponta-direita.

## Carreira
Tato fez parte do elenco campeão do Campeonato Paulista de 1986 marcando o segundo gol do título. A Inter de Limeira venceu o Palmeiras por 2–1 e conquistou o título estadual, sendo a primeira equipe do interior a alcançar tal feito. O duelo ocorreu no estádio do Morumbi na presença de mais de 78 mil torcedores.

## Títulos
Inter de Limeira
- Campeonato Paulista: 1986[4]